# Régulation sociale chez les animaux
 (avril 2019).
- Si vous ne connaissez pas le sujet, laissez ce bandeau (vous pouvez alors contacter les auteurs).
- Si vous supprimez le contenu mis en cause (vous pouvez préalablement contacter les auteurs),

argumentez précisément cette suppression dans la page de discussion
(un manque de référence n'est pas un argument ; une recherche réelle de référence doit avoir été effectuée, être formellement documentée).
La régulation sociale chez les animaux se caractérise par l'ensemble des stratégies adoptées par ces derniers afin d'augmenter leurs chances de survie en se regroupant. 
Il existe huit différentes théories illustrant ce processus, mais deux d'entre elles semblent être particulièrement soutenues par des preuves empiriques robustes : la théorie de la thermorégulation et la théorie du risque de prédation.   

## Explications

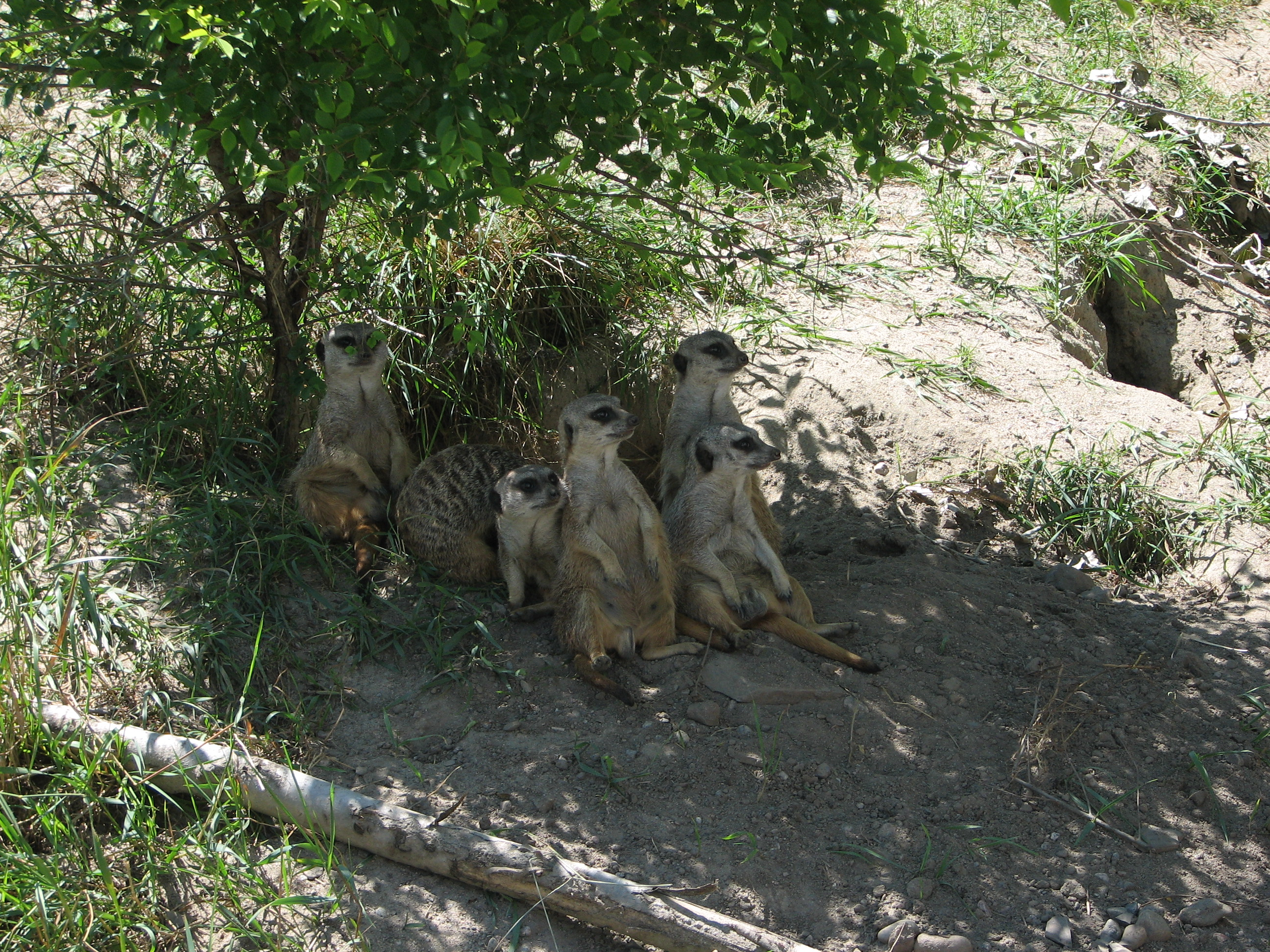
Les suricates, par exemple, sont des animaux sociaux.

La régulation sociale regroupe l'ensemble des processus organisant le monde social chez les animaux. La sociabilité est un domaine important dans la vie des animaux et représente un avantage important pour la survie. Ces avantages profitent à la fois aux animaux sociaux et aux animaux solitaires.
Par ailleurs, ces tendances prosociales pourraient être dues à une évolution phylogénétique particulière (i.e. à un moment donné de l'histoire évolutive, avoir des comportements sociaux aurait représenté un avantage à la survie). Par exemple, une stratégie comportementale importante des petits mammifères en hiver est l'agrégation hivernale: les individus partagent un petit espace pendant des jours ou des mois pour se réchauffer.
Dans certaines situations, des espèces normalement peu sociales semblent recourir à des comportements sociaux afin de favoriser leur survie. Par exemple, la plupart des espèces d'araignées sont normalement solitaires, mais pour certaines d'entre elles des comportements sociaux sont apparus dans leur histoire phylogénétique. Plusieurs espèces de Theridiidae ont recours à des comportements sociaux et pratiquent le cleptoparasitisme, c’est-à-dire qu'elles occupent la toile d’un autre individu pour voler ses proies ou sa soie.   
Si des animaux normalement solitaires ont adopté des comportements sociaux, cela supporte l'idée qu'être social peut avoir de réels avantages adaptatifs.

## Étude de la régulation sociale chez les animaux

### Théories existantes pour expliquer la régulation sociale chez les animaux
La littérature scientifique recense huit principales théories permettant d'expliquer la régulation sociale chez les animaux. Ces théories permettent d'appréhender les concepts sous-jacents de la régulation sociale chez les animaux. 
La théorie de défense-ressource stipule que les animaux vivant ensemble défendent plus efficacement leurs ressources par rapport à ceux vivants seuls. Le capital de ressources par individu est ainsi plus important.
La théorie de la réduction du risque concerne les animaux qui se regroupent afin de diminuer le risque associé aux prédateurs. Cette théorie est l'une des plus robustes. 
La théorie de la répartition de la nourriture en zone aride stipule que les individus seraient motivés à se regrouper pour trouver de la nourriture lorsque celle-ci se fait rare.
La théorie du stress hydrique (c'est-à-dire lorsque la demande d'eau dépasse la quantité disponible) réfère aux comportements de collaboration qu'adoptent les animaux quand il est nécessaire de trouver de l'eau. 
La théorie des contraintes écologiques concerne des conditions écologiques particulières (e.g., un été particulièrement aride) qui peuvent pousser les animaux à coopérer.
La thermorégulation sociale explique que les espèces endothermiques (i.e. les animaux produisant leurs propres chaleurs) se regroupent afin de réguler la température de leurs corps. C'est également l'une des théories les plus robustes. 
Enfin, certaines espèces se réunissent afin d'assurer un investissement parental optimal pour leur progéniture, et maximisent ainsi les chances de survie de ces derniers. Cela peut également pousser les individus à partager un terrier (ou autres habitats).
Parmi ces huit explications proposées par les scientifiques, deux d'entre elles semblent être particulièrement supportées empiriquement : la thermorégulation sociale et la théorie du risque de prédation. En effet, ces deux théories font le plus consensus dans la littérature actuelle et semblent expliquer en grande partie l'apparition des comportements de regroupement chez les animaux.

#### Un même mécanisme sous-jacent: le principe de l'économie de l'action
L'ensemble des différentes théories et différentes études sur la régulation sociale convergent et se basent sur un principe commun : le principe de l'économie de l'action. 
Le principe est le suivant : plus les bénéfices d'une action donnée sont supérieurs aux coûts de cette même action, plus l'action est avantageuse. Dans le cadre de la régulation sociale chez les animaux, cela signifie que les bénéfices engendrés par des comportements sociaux doivent surpasser les coûts énergétiques de ces comportements. Autrement dit, « les animaux semblent se reposer sur des règles simples (innées, heuristiques) afin d'optimiser le ratio effort/résultats ».
Ce principe de l'économie de l'action se traduit par exemple au travers du choix des proies; en effet, afin de réduire au maximum leurs efforts, certains animaux vont optimiser la taille de la proie chassée, le temps de recherche consacré à cette proie, etc.

## Théorie de la thermorégulation

### Principes de base
La thermorégulation sociale est le processus par lequel certaines espèces à utiliser leur sociabilité et des comportements de regroupement afin de réguler la température de leurs corps. La thermorégulation est ainsi basée sur des lois physiques régulant l'échange de chaleur et sur les relations géométriques entre les surfaces et les volumes. Cet échange de chaleur est basé sur quatre mécanismes principaux : la radiation, la conduction, la convection et l’évaporation. 
De plus, les animaux exothermes ne sont pas nécessairement poïkilothermes (animal dont la température interne varie) car ils sont capables de réguler leur propre température corporelle en changeant de forme, de posture ou de position. Ainsi, certains animaux hibernent en réduisant leur rythme métabolique et plusieurs autres de leurs fonctions métaboliques, tandis que d'autres peuvent tomber dans un engourdissement quotidien.

### Preuves empiriques
La théorie de la thermorégulation est un concept pouvant s'observer chez différentes espèces. 
Chez les marmottes alpines (Marmota marmota), on observe des comportements d'hibernation conjointe traduisant le mécanisme de la thermorégulation. Ces comportements thermorégulateurs pourraient être responsables des pertes de poids différentielles pendant l'hiver dans leur habitat naturel. 
Concernant les petits mammifères, ces derniers adoptent une stratégie dite d'agrégation hivernale. L'agrégation hivernale consiste à partager un petit espace pendant des jours ou des mois. En effet, se blottir est notamment efficace pour réduire la production métabolique, augmentant ainsi les économies d'énergie et donc de survie. La mise en place de cette stratégie est facilitée par plusieurs facteurs, les principaux étant l'arrêt de la reproduction, la réduction de l'agressivité, l'agglutination des ressources alimentaires ou encore les basses températures ambiantes.
Chez l'écureuil d'Abert (Sciurus Aberti), un animal assez solitaire, on observe une tendance à faire des nids collectifs durant les périodes froides permettant donc aux individus de se blottir entre eux. La fréquence de ce comportement augmente quand la température diminue, sauf pendant la période de reproduction où les femelles abandonnent les nids collectifs. C'est tout à fait ce que prédit la théorie de la thermorégulation sociale, c'est-à-dire une augmentation de la fréquence de nids collectifs chez les mammifères endothermes avec une diminution de la température ambiante.
Les campagnols des champs (Microtus), quant à eux, adoptent des stratégies de social nesting, c'est-à-dire de nidification sociale. Le principe est assez simple: les campagnols vont choisir de nidifier ensemble. Ces comportements apparaissent en réponse à un environnement plus froid, où pourrait aussi être une stratégie de reproduction pendant une période où la densité de population est assez haute. 

## Théorie de la réduction des risques liés à la prédation

### Principes de base
Le concept de la théorie de réduction du risque de prédation (predatory risk en anglais) fait référence aux comportements sociaux qu'adoptent certains animaux afin de réduire le risque de prédation ; autrement dit, ces animaux vont choisir de vivre ensemble afin d'être moins exposés au risque que représentent les prédateurs. On dénombre cinq principaux différents mécanismes qui illustrent la théorie de la réduction du risque : (a) le « many eyes effect », c'est-à-dire l'avantage d'avoir plus d'individus étant attentifs aux possibles prédateurs (« l'effet vigilance »), (b) des stratégies de placement au sein d'un même groupe rendant certains individus moins vulnérables, et ce au détriment d'autres d'individus plus exposés aux attaques (« l'effet du troupeau égoïste »), (c) des individus repoussant plus efficacement les prédateurs en groupe que seuls (« l'effet défense collective », par exemple le houspillage et la défense des lions pour résister au cleptoparasitisme des hyènes, (d) la dilution du risque par personne (« l'effet dilution », par exemple les papillons monarques formant d'immenses dortoirs), et (e) les mouvements de fuite désorganisés qui peuvent réduire le rapport attaque/capture par le prédateur (« l'effet confusion »). Les prédictions concernant la théorie de risque de prédation varieront ainsi en fonction du mécanisme étudié.
Par exemple, dans le cas du « many eyes effect », on prédit que les animaux détecteront plus vite les prédateurs dans de larges groupes (par rapport à de plus petits groupes). La plupart des études existant dans la littérature concernent les animaux sauvages comme les rongeurs ou les élans, des populations facilement observables et dont les résultats seraient plus facilement généralisables aux autres mammifères.

### Preuves empiriques
Plusieurs études sur plusieurs espèces animales permettent de supporter robustement l'hypothèse du risque de prédation. 
Ainsi, les dègues du Chili (Octodon degus) se regroupent davantage lorsqu'ils utilisent des micro-habitats exposés et plus risqués. Les auteurs de l'étude avancent que ces groupes avec plus d'individus sont capables de détecter plus facilement les prédateurs à une plus grande distance par rapport à de plus petits groupes; ici, le mécanisme sous-jacent est donc la vigilance collective, autrement dit le « many eyes effect ». 
Chez les Guppys (petit poisson d'eau douce, Poecilia reticulata), les auteurs sélectionnent deux types de populations en fonction de leurs habitats – ceux issus de milieu à haut risque de prédation, et ceux issus de milieu de bas risque – et constatent que les individus issus de milieu à haut risque ont tendance à se regrouper avec plus d'individus et ont des « liens plus forts »(i.e., ils avaient moins tendance à se séparer, et les membres du groupe étaient plus proches les uns des autres). Du côté des vairons (Phoxinus phoxinus) , il a été démontré que ces derniers tendent à utiliser des informations sociales (informations moins coûteuses mais moins fiables comparativement aux informations privées – plus coûteuses mais plus fiables).
Chez d'autres espèces comme le buffle d'Afrique (Syncerus caffer), le risque de prédation induit une ségrégation sexuelle ; les buffles mâles préfèrent choisir des endroits pour se nourrir plus exposés aux prédateurs, mais avec une nourriture de meilleure qualité, augmentant ainsi leur chance de trouver une partenaire pour s'accoupler. Dans ce même registre, des études ont démontré que certaines espèces tirent profit de se nourrir en groupe, puisqu'ils consacrent plus de temps à la recherche de nourriture tout en diminuant leurs efforts de détection de prédateurs par exemple. Cet effet de taille de groupe renvoie au mécanisme « multiple eyes effect »; nous noterons cependant que la théorie d'une détection collective ou d'une surveillance collective n'ont pas reçu d'appuis expérimentaux solides. Toutefois, les recherches ont démontré un degré de détection collective saillant, possiblement expliqué par des règles empiriques anti-prédatrices – ne permettant pas de rejeter l'hypothèse du "multiple eyes effect".
Il a été par ailleurs constaté que chez les cercopithécidés (famille de primates incluant par exemple les macaques, Cercopithecidae), la composition des groupes en matière de mâles et de femelles varie en fonction du risque de prédation. Ainsi, chez les groupes fortement exposés, on observe un nombre disproportionné de mâles par rapport aux femelles. Les stratégies des mâles pour avoir plus de chances d'accès aux femelles dépendent donc du schéma du groupe des femelles, mais aussi de la nécessité pour les mâles et les femelles d'être dans de grands groupes sous la pression du risque de prédation. 
L'ensemble de ces résultats permet ainsi d'obtenir une compréhension plus large concernant le risque de prédation, s'illustrant à travers différents mécanismes et différentes espèces animales.

## Controverses
Les articles cités présentent certaines limites théoriques et méthodologiques qui nécessitent d'aller plus loin dans l'étude du comportement social chez les animaux.

### Controverses théoriques
Premièrement, il y a peu de méta-analyse dans la littérature sur la régulation sociale des animaux, on ne trouve pas d'approche comparative des différentes hypothèses qui souvent ne sont pas exclusives. La mise en commun des études est nécessaire à une compréhension globale et pertinente du sujet. Les articles se positionnent dans un cadre conceptuel restreint ce qui limite la portée des interprétations théoriques. De plus, certaines études ayant une significativité et une puissance statistique insuffisante, cela accentue ce besoin de rassembler les productions scientifiques.
Deuxièmement, malgré de nombreuses réplications conceptuelles du bénéfice énergétique de la thermorégulation sociale sur de nombreuses espèces différentes, il n'y a pas de reproduction des études pour certains effets observés. Par exemple l'influence du degré de risque de prédation sur la formation de groupe chez les poissons (Kelley et al., 2011) n'a pas été reproduit. Cela pose des problèmes de validité des résultats empiriques car les effets mesurés ne sont pas très fiables, ni représentatifs de la population, ne permettant pas l'interprétation et la généralisation.
Troisièmement, il existe un problème théorique et empirique de décalage entre le contexte adaptatif d'apparition de comportements sociaux et le contexte évolutif contemporain
Comprendre les mécanismes biologiques qui ont amené les animaux à vivre ensemble implique la compréhension du contexte adaptatif (contraintes écologiques et évolutives) ainsi que du contexte phylogénétique permettant l'émergence de nouveaux phénotypes. Ce caractère plésiomorphe (trait biologique primitif et ancestral) de l’objet d’étude nécessite des données empiriques de l’époque d’apparition de ces comportements il y a des centaines de milliers d'années ce qui s'avère très difficile. L’acquisition de données empiriques contemporaines uniquement pose problème pour une approche inférentielle permettant de comprendre le développement phylogénétique depuis l'apparition de ces traits biologiques dans l'histoire évolutive jusqu'à aujourd'hui. 
De plus, le manque de données empiriques sur l'histoire évolutive est très problématique pour pouvoir appliquer la méthode d'analyse fréquentiste. De plus, différentes hypothèses théoriques utilisent les mêmes données empiriques.

### Controverses méthodologiques
D'un point de vue méthodologique, plusieurs problèmes sont à recenser (liste non exhaustive) :
- Certains articles omettent de nombreux détails méthodologiques : Canals, 1998 (exploitation post hoc de données non informé) ; Edelman, 2006 (méthodologie : matériel de mesure et acquisition de données physiologiques non informées); Kelley et al., 2011 (matériel de mesure non informé). Cela pose problème pour la reproductibilité des études: impossibilité de reproduire le protocole expérimental et de confirmer les effets observés.
- Puissance statistique insuffisante (Madison, 1983 ; Arnold, 1988) : la taille des échantillons et le nombre de mesures dans ces études sont trop faibles. Les effets observés dans les échantillons peuvent être différents d'un effet réellement présent dans la population. Il est nécessaire d'avoir un nombre de données suffisamment grand pour pouvoir conclure à un effet significatif et représentatif.
- Significativité faible des résultats : certaines données empiriques présentent des p-valeurs entre 0.1 et 0.5 ce qui correspond à une significativité faible qui diminue la pertinence des interprétations (Arnold, 1988 ; Lima, 1995).
- Certains articles (Ebensperger, 2001 ; Agnarsson; 2002) ont une approche qualitative : ce n'est pas une preuve suffisante pour supporter la théorie. Il est nécessaire d'avoir des données empiriques permettant de quantifier les phénomènes expliqués et ainsi concrétisé objectivement leur compréhension conceptuelle
- Mesure de vigilance des oiseaux non standardisée (Lima, 1995), l'utilisation du variable ratio de picotement comme indice du niveau de vigilance n'étant pas établi de manière consensuelle dans la littérature.

### Autres perspectives: théories existantes pour expliquer la régulation sociale chez les animaux
Le concept de sociabilité chez les animaux réfère principalement à leurs interactions sociales et les raisons pour lesquelles ils se regroupent. Ainsi, les deux hypothèses les plus solides empiriquement sont celles de la thermorégulation et du risque de prédation.
Toutefois, d’autres raisons peuvent expliquer l'adoption de comportements sociaux chez les animaux. Parmi elles, il existe :
- Accès aux sources de nourriture: cette activité porte sur le fait d’apprendre des informations sur les sites d’alimentation, notamment au travers des comportements en suivant un autre individu jusqu'au lieu où il se nourrit.
- Coopération sociale: cette activité inclut les crises d'alarme qui signalent la présence d'un prédateur, la défense collective contre les prédateurs, la défense collective d'un territoire, le partage de nourriture, la tolérance mutuelle sur les sites de nourrissage et en enfin la formation d'alliances[24]
- L'efficacité de la chasse : la taille du groupe augmente l’efficacité de la chasse, plus la taille du groupe est grande plus la coopération entre eux serait efficace (par exemple les lycaon chasse en meute très bien organisée).
- Partage des tâches: chez les espèces à polymorphisme discontinu comme les fourmis, les ouvrières sont les plus grosses, souvent appelées « soldats », et peuvent servir à la défense de la colonie. Elles peuvent tantôt utiliser leurs mandibules, tantôt bloquer les entrées du nid grâce à leur tête large et tronquée[25].
- Parade nuptiale : pendant la période de reproduction, plusieurs insectes élaborent des chants d'appel pour signaler leur présence au sexe opposé. Ces insectes sont par exemple les orthoptères (criquets, sauterelles et grillons), certaines espèces de mouches, drosophiles, moustiques[26], ou les hémiptères, comme les cigales. Cela concerne aussi certains coléoptères, comme les tenebrionidae[27], les araignées sauteuses[28], et bien d'autres. On retrouve aussi ce comportement chez les oiseaux, les mammifères, les amphibiens, les poissons, etc.
- Survie à long terme : cet aspect porte sur le fait que les animaux vivant en groupe tendent à avoir une durée de vie plus longue comparativement à ceux vivant isolés[29].